# Tombeau de Turpio
Le tombeau de Turpio est un tombeau romain faisant partie d’un ensemble de dix monuments funéraires découverts à la sortie de Lyon en 1885, lors de travaux de déblaiement dans le quartier Saint-Just. Cet ensemble est à relier aux nécropoles antiques de Trion.

## Contexte historique

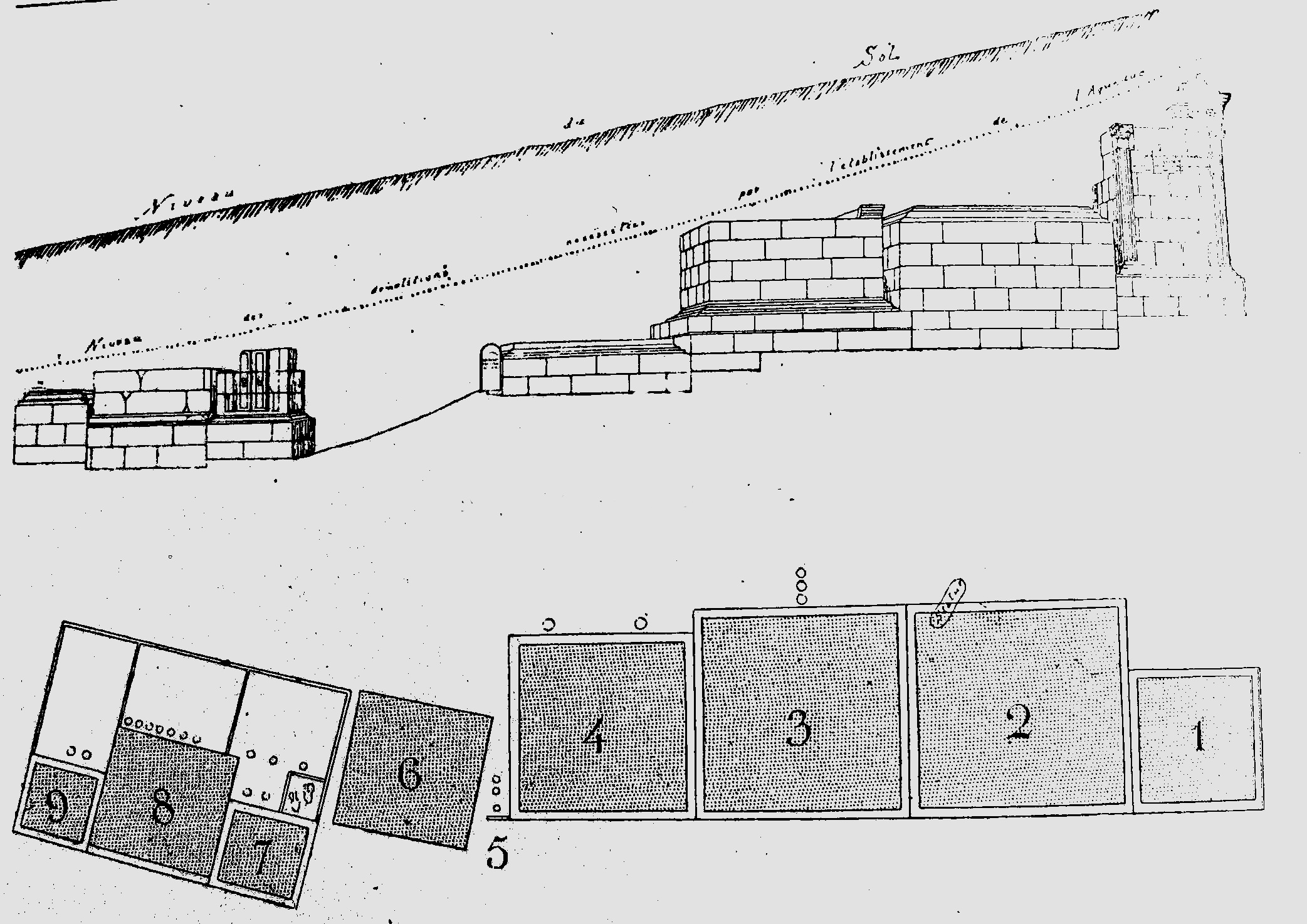
Schéma des tombeaux de la voie d'Aquitaine. Dessin publié par André Steyert en 1895
1 = tombeau de Turpio, 2 = de Saloninus, 3= de Satrius, 4 et 6 = anonymes, 5= stèle d'Ancharia Bassa 7 = tombeau de Julia, 8= de Valerius, 9 de Severianus.

Durant l'Antiquité, ces monuments bordent la voie romaine reliant Lugdunum, aujourd'hui Lyon, à la province romaine d'Aquitaine et à Boulogne. Cinq des tombeaux en grand appareil ont été démontés et reconstruits un peu plus bas, place Eugène-Wernert. Les autres vestiges ont été détruits. 
Ont ainsi été conservés :
- un triple mausolée juxtaposant le tombeau de Julius Severianus, le tombeau de Quintus Valerius, et le tombeau attribué à Julia ;
- le mausolée de Satrius ;
- le mausolée de Turpio, le mieux conservé.

## Le mausolée de Turpio
Les restes actuels du tombeau de Turpio forment un bloc carré en grand appareil, posé sur un podium en débordement et dont chaque angle est sculpté en pilastre cannelé surmonté d'un chapiteau ionique. La base du tombeau mesure 3,93 m de côté au niveau du socle, pour une hauteur conservée de 5,80 m. Une frise et une corniche sont conservées sur une des faces. Par comparaison avec d’autres monuments funéraires romains, comme le tombeau de Beaucaire ou le mausolée de Glanum, on peut supposer que ce bloc était le soubassement d’une structure plus légère, peut-être une colonnade couverte abritant la statue du défunt.
Le tombeau de Turpio et les monuments qui lui sont voisins sont en « pierre du Midi », un calcaire burdigalien tendre et de bonne qualité, présent dans la vallée du Rhône et dans le Languedoc. Il est d'usage courant pour la construction à Lugdunum durant la première moitié du Ier siècle avant d'être remplacé par la « pierre de Seyssel ».

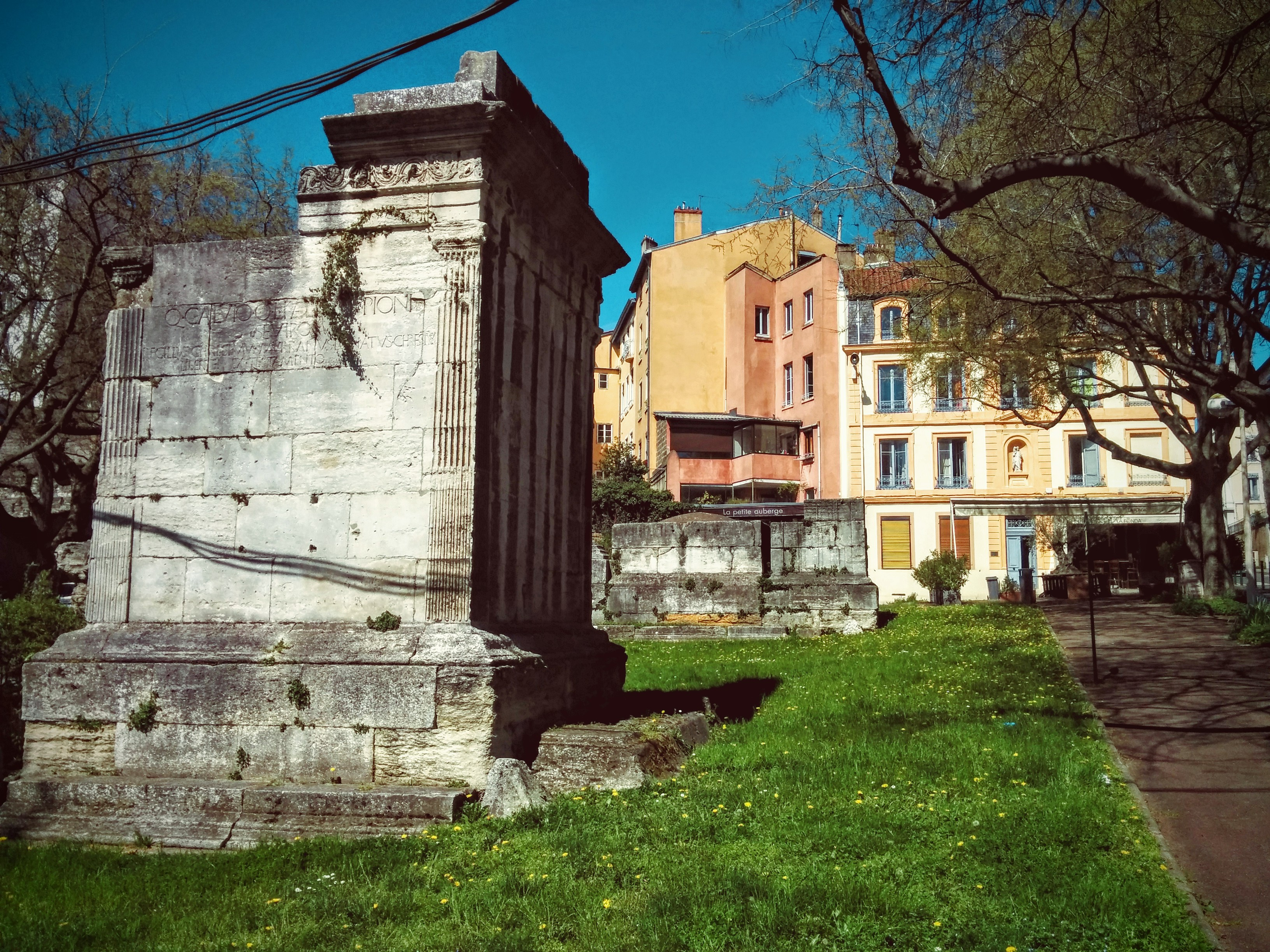
Vue du mausolée de Turpio.
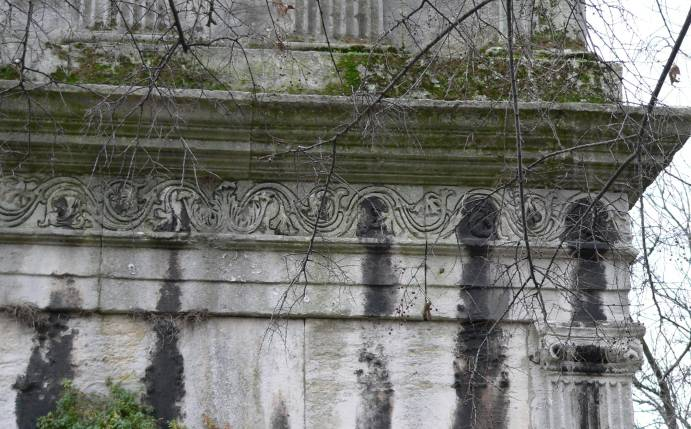
Détail, frise du mausolée de Turpio.
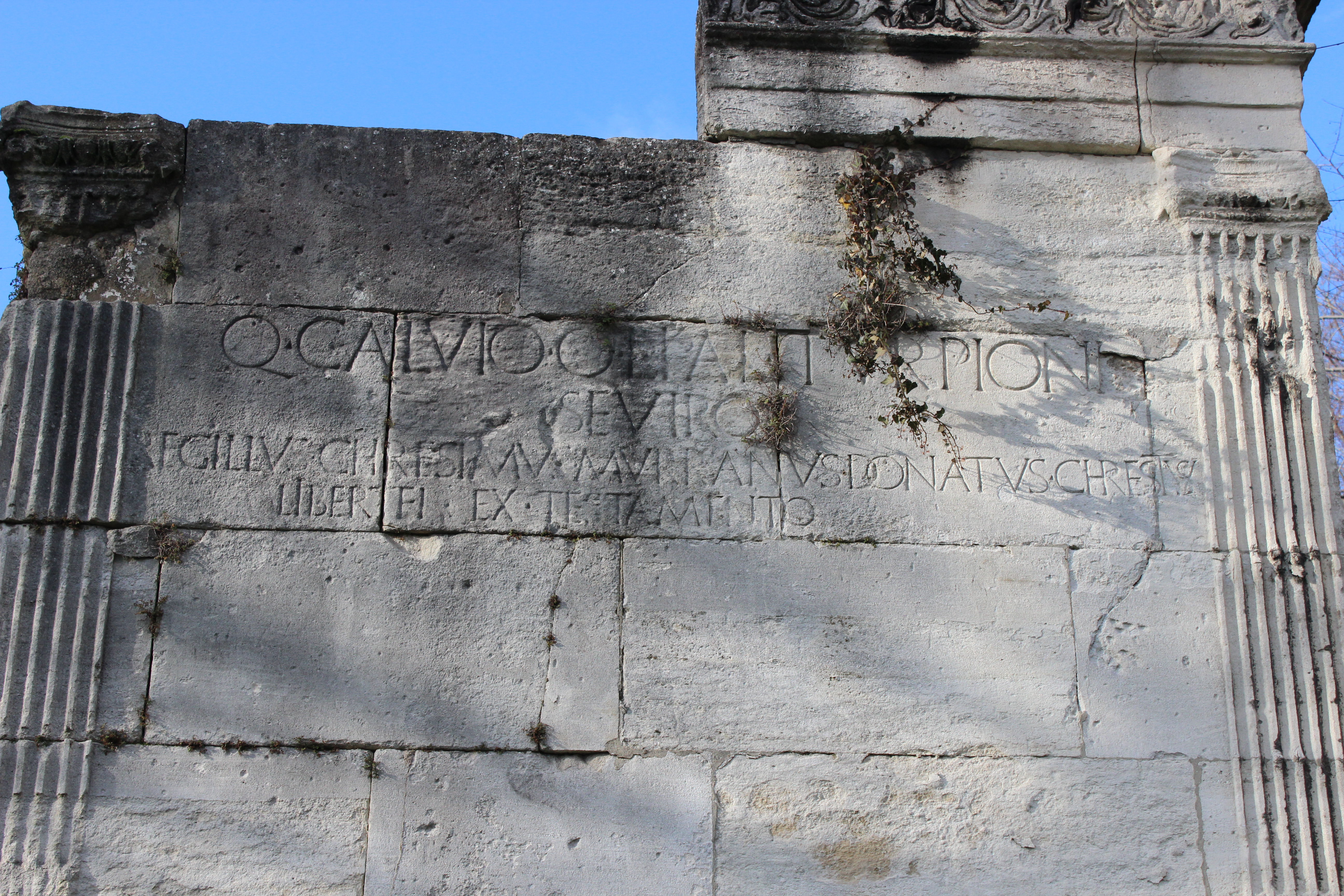
Détail, l'inscription de dédicace.
- Arrêté de classement du 12 août 1905.
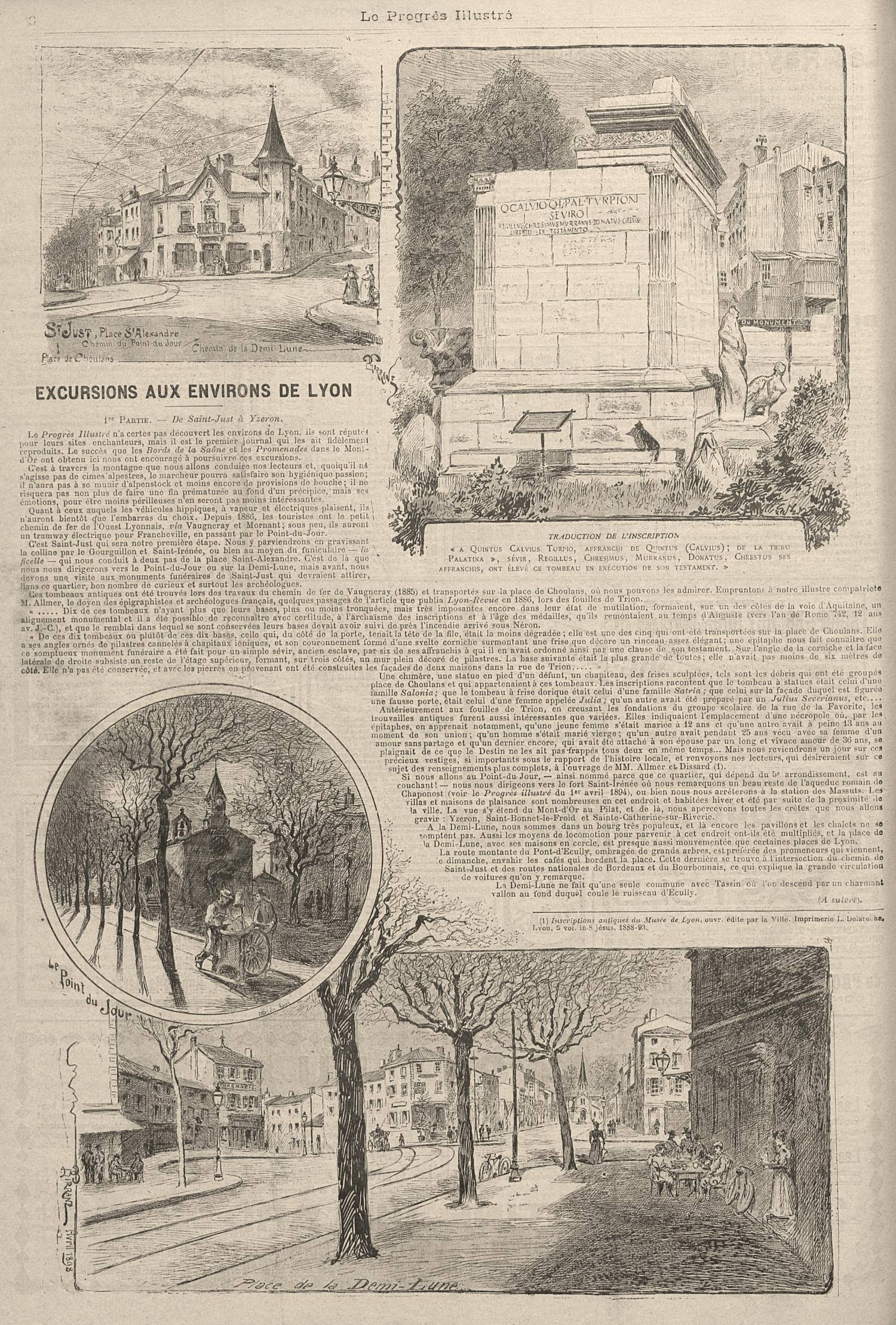
Gravure dans Le Progrès du 1er mai 1898, page 8.

### La dédicace
La paroi porte une dédicace gravée sur la face sud-est :
SEVIRO
 
REGILVS CHRESIMVS MURRANVS DONATVS CHRESTVS 

Traduction : 
Les deux premières lignes sont gravées en grandes lettres capitales dont la forme suggère une datation des débuts de Lugdunum, avant l'ère chrétienne. Les noms des affranchis sont plus petits, et le nom du dernier est tassé pour tenir sur la ligne (les lettres TVS sont pratiquement les unes sur les autres).
Le défunt était donc un riche affranchi, membre du collège des Seviri augustales, responsable du culte de Rome et d’Auguste. Cette situation représente le sommet de l’ascension sociale pour un affranchi provincial. Turpio, quoique affligé d’un surnom moqueur (« le Honteux ») du temps où il était esclave, était donc devenu un personnage riche et honorable de sa cité.

## Accès
Le site est desservi par les lignes de bus    et   arrêt Saint-Alexandre.